# Витязь (трамвай)
71-931 «Витязь» — сочленённый трёхсекционный шестиосный трамвайный вагон с полностью низким уровнем пола, созданный ООО «ПК Транспортные системы» на мощностях Тверского вагоностроительного завода и Невского завода электрического транспорта (Санкт-Петербург). Выпускается в нескольких вариантах — базовой модели и модификациях 71-931М «Витязь-М» и 71-931АМ «Витязь-Ленинград», которые различаются передней и задней маской, а также материалами корпуса. По состоянию на 2021 год эксплуатируются в Санкт-Петербурге (Трамвайный парк № 7, Трамвайный парк № 8, СТТП), Краснодаре (Восточное трамвайное депо) и в Москве (депо имени Баумана, Октябрьское депо, депо имени Русакова, Краснопресненское трамвайное депо), ранее один трамвай также эксплуатировался в Волгограде.

## История

### Создание
Работы над трамваем с низким полом по всей длине начались на УКВЗ ещё в начале 2000-х годов в рамках проекта вагона 71-625, но были остановлены и возобновились лишь в 2013 году. К октябрю были готовы низкопольные поворотные тележки, но в начале 2014 года УКВЗ разорвал отношения со своим Торговым домом, которому и принадлежали права на тележку. Один из учредителей ТД УКВЗ, вышедших из состава фирмы, организовал компанию ПК «Транспортные системы», пригласил главного конструктора УКВЗ и выкупил конструкторскую документацию на тележку у ТД УКВЗ, создав на мощностях Тверского вагоностроительного завода производство трамваев 71-911 и 71-931. Совокупный объём инвестиций в научно-исследовательские и опытно-конструкторские разработки по созданию двух опытных образцов составил 10 млн евро.

### Поставки и производство
Производство трамваев 71-931 «Витязь» всех модификаций осуществляется на трех производственных площадках, принадлежащих или арендуемых «ПК Транспортные системы»: Тверской механический завод электротранспорта (производство тележек), Тверской вагоностроительный завод (сборка кузовов), Невский завод электрического транспорта. Первый опытный трамвай данной модели был собран осенью 2014 года и в конце октября представлен на выставке в Москве, после чего отправлен на испытания на линии города. В начале февраля 2015 года после успешного завершения испытаний модель получила акт о допуске в серийное производство.
В апреле 2015 года «ПК Транспортные системы» выиграло аукцион на поставку 10 вагонов 71-931 в Санкт-Петербург в течение 2015—2017 годов.
В апреле 2016 года трамвайно-троллейбусное управление Краснодара планировало совместно с компанией «Транспортные системы» реализовать проект по крупноузловой сборке новых трёхсекционных трамваев для обновления подвижного состава в городе и в течение двух лет выйти на проектную мощность в 24 трёхсекционных трамвая в год. Предполагалось, что основной моделью в производстве и дальнейшей эксплуатации станет трёхсекционный трамвай «Витязь» 71-931. Однако из-за финансовых затруднений данный проект был приостановлен и отложен на неопределённый срок.
В июне 2016 года компания ПК «Транспортные системы» на арендованной у Тверского вагоностроительного завода площадке выпустила первый трамвай усовершенствованной модификации 71-931М «Витязь-М», отличающийся от предшественника новой формой лобовой и хвостовой части и некоторыми отличиями в планировке мест в салоне. Трамвай отправился на выставку «Иннопром» в Екатеринбург где был впервые продемонстрирован публике, после чего отправился на испытания в Волгоград. В сентябре «ПК Транспортные системы» в консорциуме с «Метровагонмашем» выиграло тендер на поставку 300 вагонов 71-931М в Москву в течение 2017—2019 годов. Стоимость контракта составила 56 млрд руб.
16 августа 2017 года мэр Москвы Сергей Собянин заявил: «В 2017-м Москва получила 75 трамваев „Витязь М“». 5 сентября 2017 года заместитель мэра Москвы по вопросам транспорта Максим Ликсутов сообщил: «Мосгортранс получил более 80 трамваев нового поколения „Витязь-М“. В настоящее время они находятся на территории трамвайного депо имени Н. Э. Баумана и обслуживают шесть маршрутов, проходящих на северо-востоке и востоке столицы». В целом до конца 2019 года предполагается поставить в Москву более 300 трамваев данной модели.
В сентябре 2020 на НЗЭТ была презентована модификация «Витязь-Ленинград» в алюминиевом кузове.
Данные по выпуску вагонов 71-931, 931М и 931АМ по годам приведены в таблице:
| Год выпуска | Количество | Количество | Количество | Количество | Заводские номера | Заводские номера | Заводские номера | Заводские номера |
| Год выпуска | Общее      | 71-931     | 71-931М    | 71-931АМ   | 71-931           | 71-931М          | 71-931АМ         |                  |
| 2014        | 1          | 1          | —          | —          | 01 (09)          | —                | —                |                  |
| 2015        | 5          | 5          | —          | —          | 02—06            | —                | —                |                  |
| 2016        | 5          | 4          | 1          | —          | 07, 08, 10, 11   | 001              | —                |                  |
| 2017        | 125        | 1          | 124        | —          | 12               | 002—125          | —                |                  |
| 2018        | 121        | —          | 121        | —          | —                | 126—246          | —                |                  |
| 2019        | 106        | —          | 106        | —          | —                | 247—352          | —                |                  |
| 2020        | 72         | —          | 72         | —          | —                | 353—422          | —                |                  |
| 2021        | 34         | —          | 32         | 2          | —                | 423—454          | 1—2              |                  |
| 2022        | 48         | —          | 48         | —          | —                | 455—502          | —                |                  |
| 2023        | 22         | —          | 22         | —          | —                | 503—524          | —                |                  |
| 2024        | 27         | —          | 27         | —          | —                | 525—551          | —                |                  |
| 2025        | 6          | —          | 6          | —          | —                | 552—557          | —                |                  |
| Всего       | 570        | 11         | 557        | 2          | 02—12            | 001—557          | 1—2              |                  |

### Испытания и сертификация
В ноябре 2014 года первый трамвайный вагон поступил на испытания в Московское депо имени Баумана, где получил бортовой номер 0203. В марте 2015 года трамвай получил сертификат соответствия, став первым российским трамвайным вагоном, прошедшим добровольную сертификацию на автомобильном транспорте (ДС АТ).
В июле 2016 года трамвай 71-931М поступил на обкатку в Волгоград на линию скоростного трамвая. В марте 2017 трамвай был передан в Москву.

### Участие в выставках
- 71-931 «Витязь»:

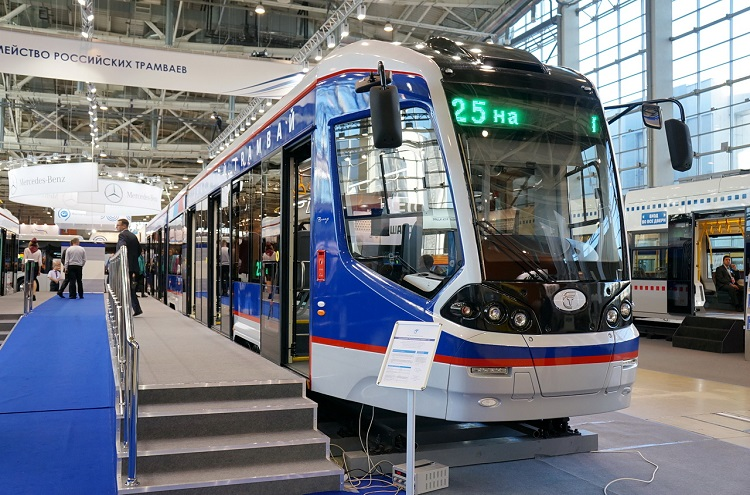
71-931 «Витязь» на выставке ЭкспоСитиТранс на ВДНХ в Москве

  - «ЭкспоСитиТранс». 29 октября — 1 ноября 2014 года. (Москва)[8]
  - «Иннопром». 8 — 11 июля 2015 года. (Екатеринбург)[22]
- 71-931М «Витязь-М»:
  - «Иннопром». 11 — 14 июля 2016 года. (Екатеринбург)[14]
  - «ЭкспоСитиТранс». 29 октября — 1 ноября 2016 года (Москва)[23]

## Общие сведения
Трамваи модели 71-931 «Витязь» и модификации являются представителями новой линейки низкопольных трамваев, разработанных «ПК Транспортные системы» и предназначенных для городских пассажирских перевозок на линиях колеи 1524 мм, электрифицированных верхним контактным проводом номинального напряжения 550 В постоянного тока. Низкопольное исполнение трамваев упрощает процесс посадки и высадки пассажиров, что в особенности важно для лиц с ограниченной подвижностью и лиц с колясками и багажом. В рамках модели «Витязь» создано две модификации — базовая модель 71-931 и более современная модель 71-931М, отличающаяся от базовой изменённой конструкцией лобовой и хвостовой маски и большей длиной, а также увеличенным числом мест в салоне.

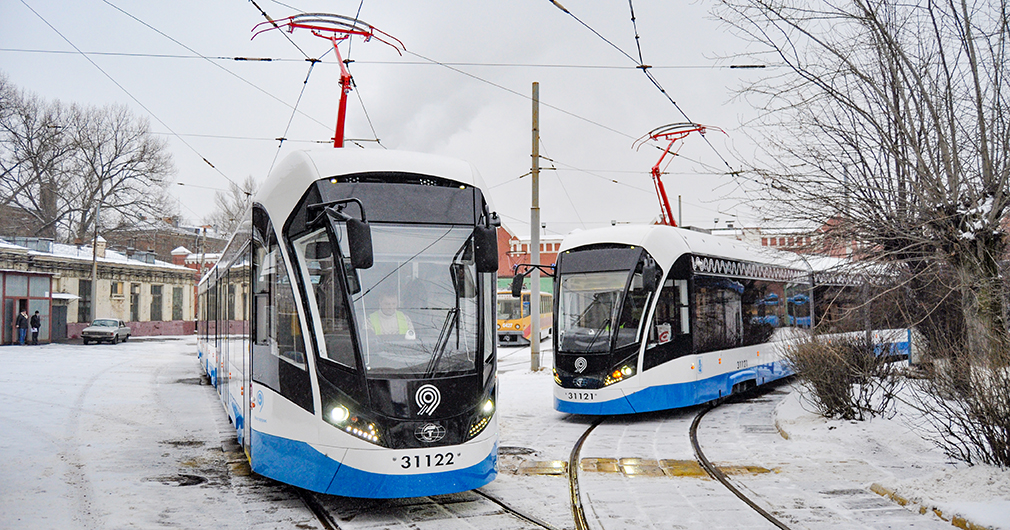
71-931М «Витязь-М»

Трамваи состоят из трёх сочленённых секций и в стандартном исполнении имеют одну кабину управления и двери только по правому борту, ввиду чего могут эксплуатироваться только на маршрутах с правосторонним движением и разворотными кольцами либо треугольниками на конечных остановках. Для маршрутов с челночным движением без разворота может быть выпущен двухкабинный вариант трамвая с двухсторонним расположением дверей, в этом случае вместо хвостовой секции устанавливается головная с кабиной управления. На базе трёхсекционной модели 71-931М планируется создание конструктивно унифицированного пятисекционного трамвая, у которого головная и хвостовая либо две головных секции аналогичны 71-931М, а вместо одной средней бездверной секции с узлами сочленения в состав включено две, между которыми подвешена бестележечная подвесная секция. 

### Технические характеристики

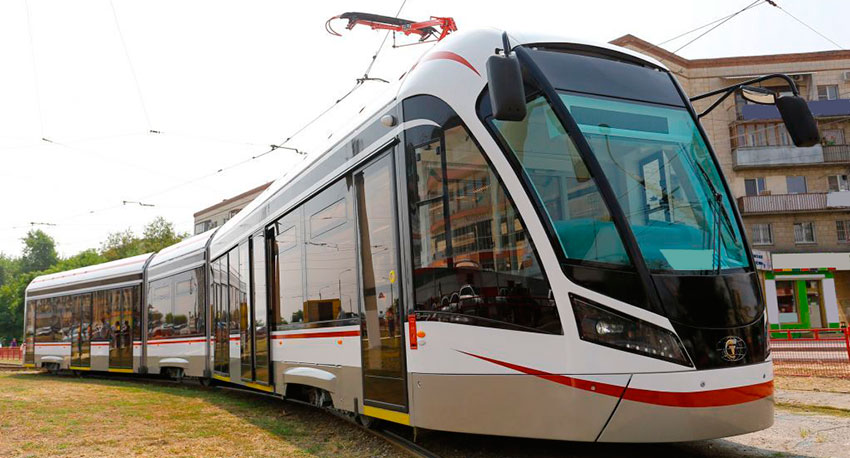
71-931М «Витязь-М» в кривой

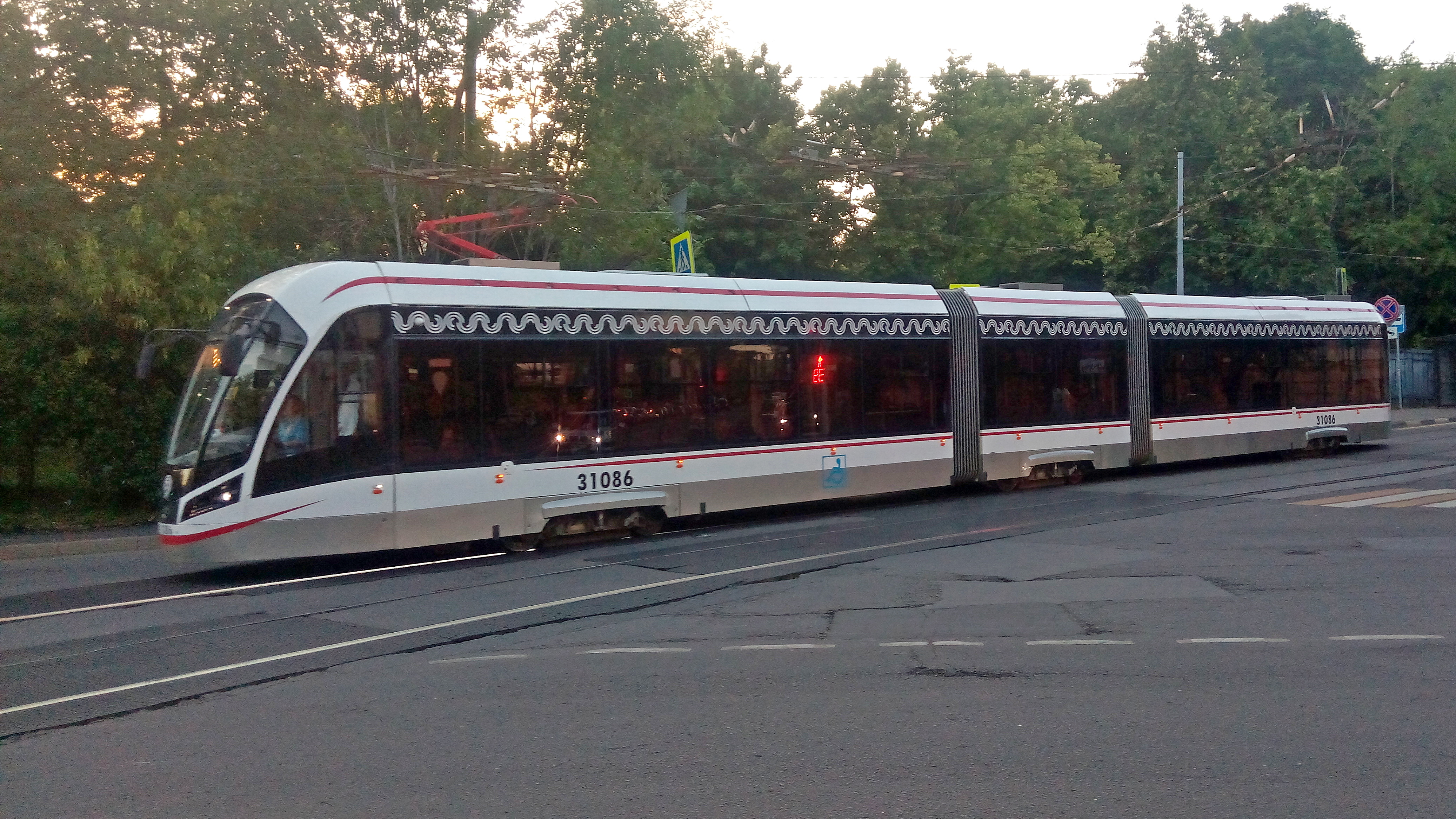
71-931М «Витязь-М». Вид сбоку

Основные характеристики трамваев 71-931 и 71-931М «Витязь»:
- Общие безразмерные характеристики:
  - Количество секций — 3;
  - Осевая формула — (20—0)+(20)+(0—20);
  - Количество дверей — 6, в том числе
    - одностворчатых — 2;
    - двухстворчатых — 4;
- Размеры:
  - Общие размеры вагона:
    - Длина вагона 71-931 — 27 000 мм;
    - Длина вагона 71-931М — 27 500 мм;
    - Ширина — 2500±50 мм;
    - Высота с опущенным токоприемником — 3 500 мм;
    - Рабочая высота токоприёмника — 4—6 м;
    - Высота опорной площадки (подножки) — 370 мм;
    - Ширина дверного проёма:
      - одностворчатых дверей — 730 мм;
      - двухстворчатых дверей — 1 300 мм;

    - База вагона между поворотной и неповоротной тележками — 8 994 мм;
    - База вагона между тележкой и сочленением — 6 614 мм;
    - База между узлами сочленения — 4 760 мм;

  - Размеры тележки:
    - База тележки — 1 800 мм;
    - Клиренс тележки на новых бандажах — 130 мм;
    - Диаметр новых необточенных колёс — 620 мм;
    - Ширина колеи — 1 520 мм;

  - Минимальный радиус проходимых кривых — 20 м;
- Масса вагона — 37 т;
- Тяговые характеристики:
  - Номинальное напряжение и род тока — 550 В постоянного тока;
  - Передаточное число редуктора — 6,921;
  - Конструкционная скорость — 75 км/ч;
  - Время разгона до 40 км/ч — 14 с;
  - Мощность электродвигателей — 6x72 = 432 кВт;
  - Ёмкость аккумуляторов — 8×160 А·ч;
  - Дистанция автономного хода на аккумуляторах — 1 500 м;
  - Удельное энергопотребление — 65 Вт·ч/т.км;
- Пассажировместимость:
  - Количество сидячих мест:
    - в вагоне 71-931 — 53;
    - в вагоне 71-931М — 60;
    - в вагоне 71-931М модификации «Витязь-Москва» — 64;

  - Общая вместимость:
    - в вагоне 71-931:
      - при населённости 5 чел./м² — 220;
      - при населённости 8 чел./м² — 320;

    - в вагоне 71-931М:
      - при населённости 5 чел./м² — 188;
      - при населённости 8 чел./м² — 265.

## Конструкция

### Механическая часть

#### Кузов

Кузов трамвая 71-931М
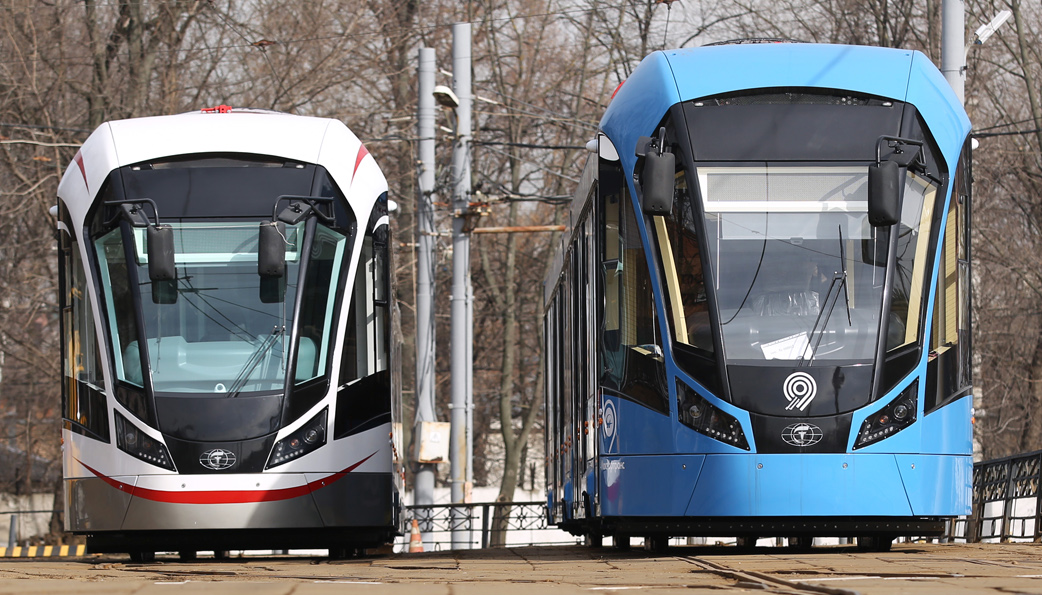
Трамваи в двух вариантах окраски. Вид спереди
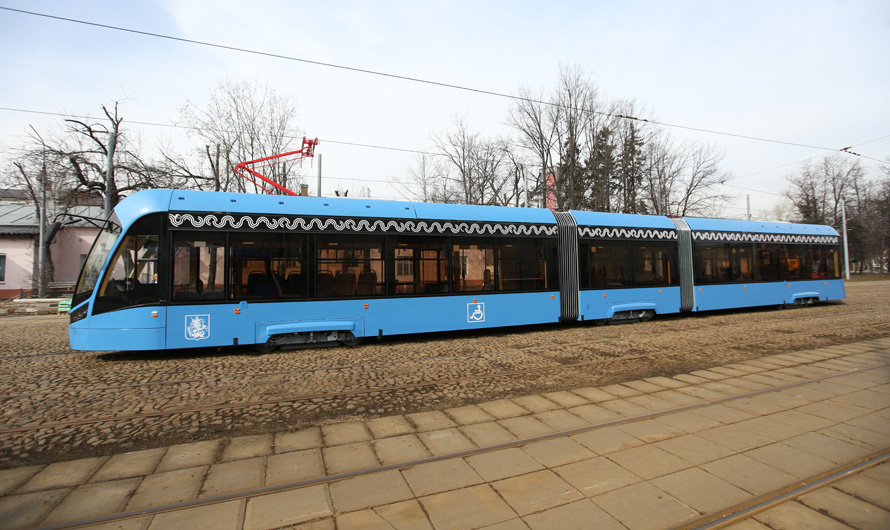
Вид сбоку слева
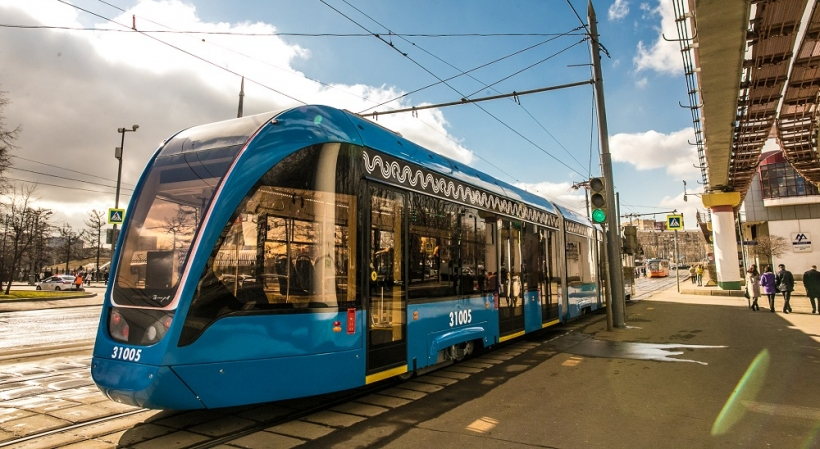
Вид сзади справа
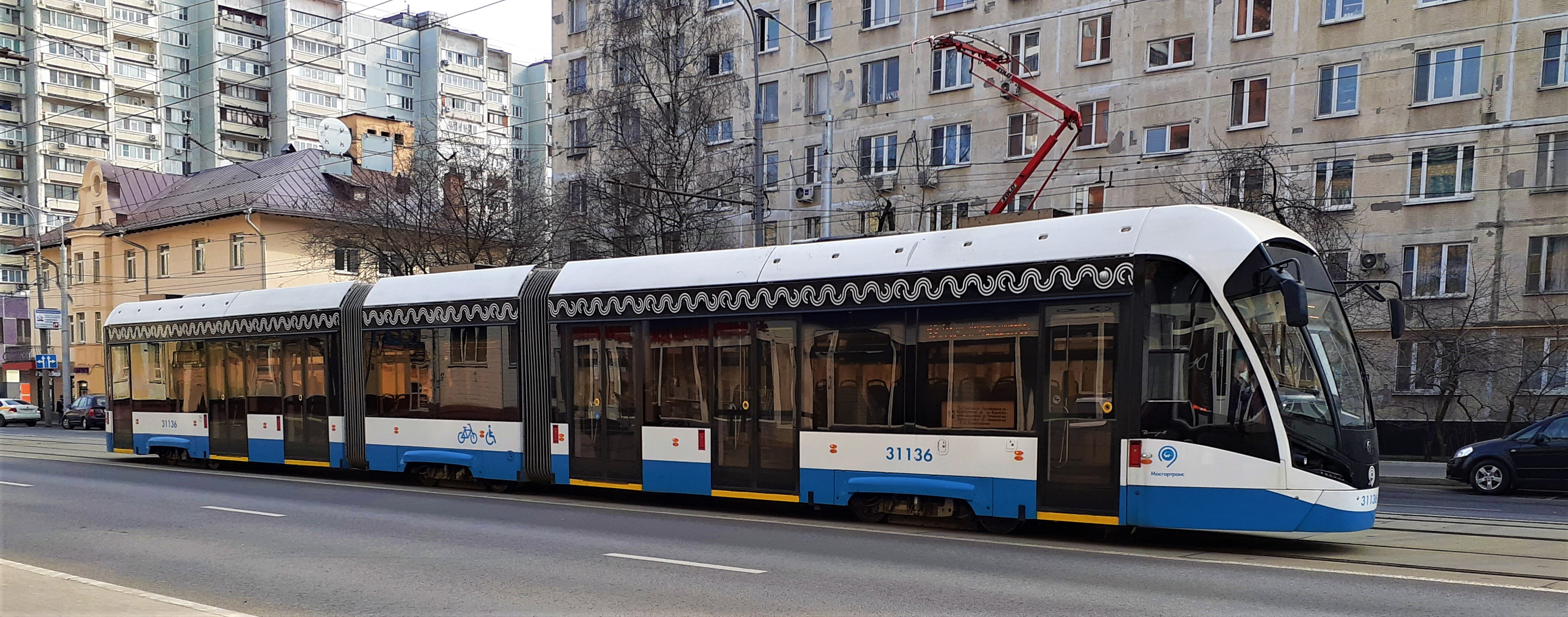
Трамвай в бело-синей окраске

### Тележки
Трамвай 71-931 опирается на три моторные двухосные низкопольные тележки. Тележки под крайними секциями — поворотные, в то время как под средней секцией тележка закреплена жёстко. Тележки имеют две ступени подрессоривания.

### Электрооборудование

#### Токоприёмник
На крыше в передней части вагона размещён токоприёмник, представляющий собой полупантограф. Он обеспечивает токосъём на скорости до 90 км/ч. Поднятие и опускание токоприёмника обеспечивается электромеханическим приводом. Максимальная рабочая высота токоприёмника составляет 2950 мм.

### Интерьер
Вагоны 71-931М имеют различия в цветовой схеме отделки салона. Вагоны, начиная с зав. номера 2 по зав. номер 78, имеют бежевые стены в салоне, а вагоны зав. 1 и с зав. 79 отделываются белыми. При этом потолок имеет белый цвет во всех вагонах.
На вагонах 71-931М, начиная с зав. номера 182 (бортовой номер 31179), пассажирские сиденья устанавливаются по новой схеме, что позволило повысить комфортность и добавить дополнительную накопительную площадку в 3-й секции. Начиная с вагона 31301 устанавливаются сиденья нового типа.

В салоне установлены информационные табло типа «бегущая строка» с текстом красного цвета, а также медиаэкраны в 1-й и 3-й секциях, прикреплённые к потолку. На вагоне 31066 экраны расположены в окнах. Начиная с вагонов модификации «Витязь-Москва» вместо бегущей строки в верхней части перегородки кабины устанавливается экран, показывающий информацию о движении по маршруту.

Салон трамвая 71-931М
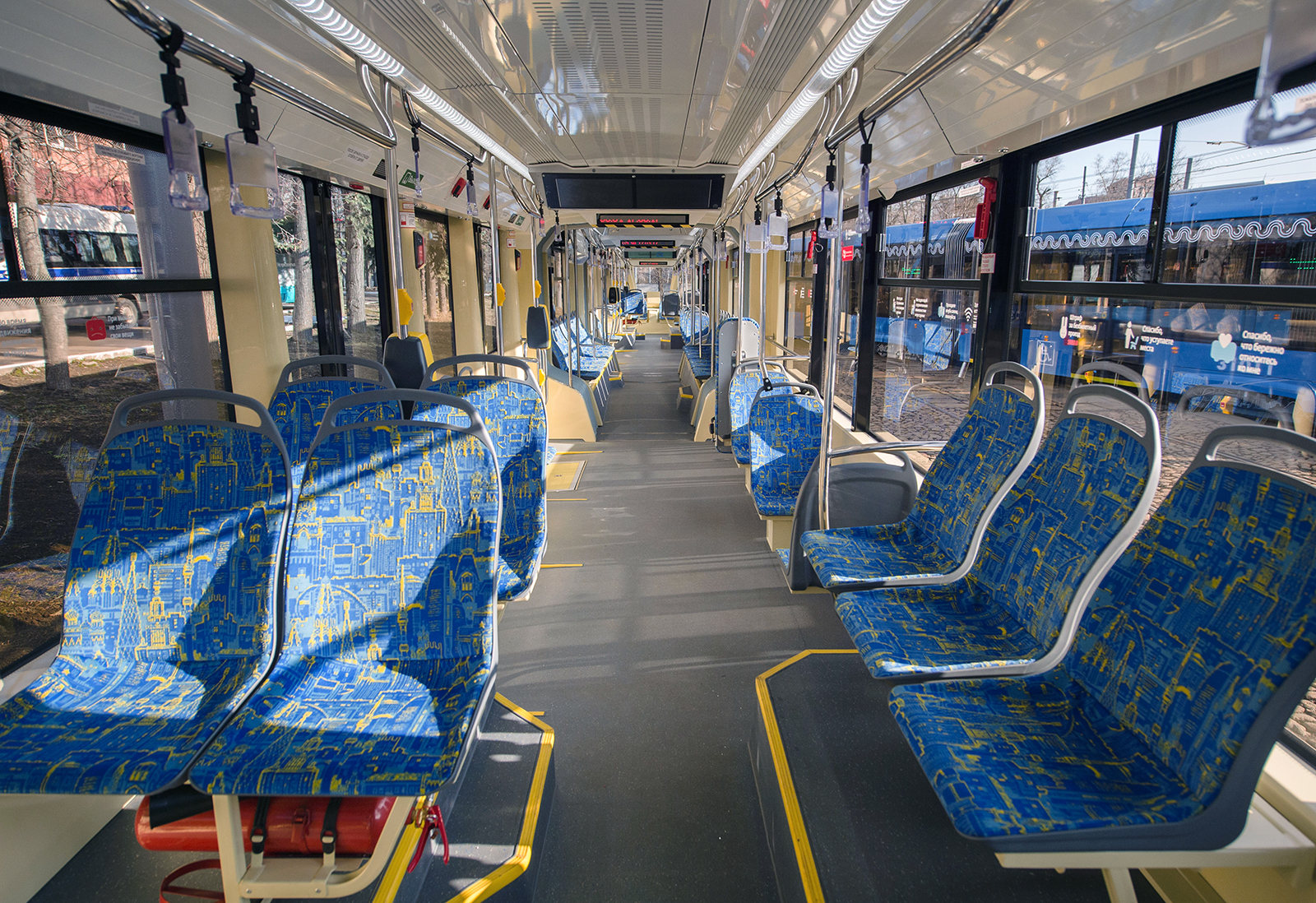
Салон передней секции трамвая «Витязь-М»
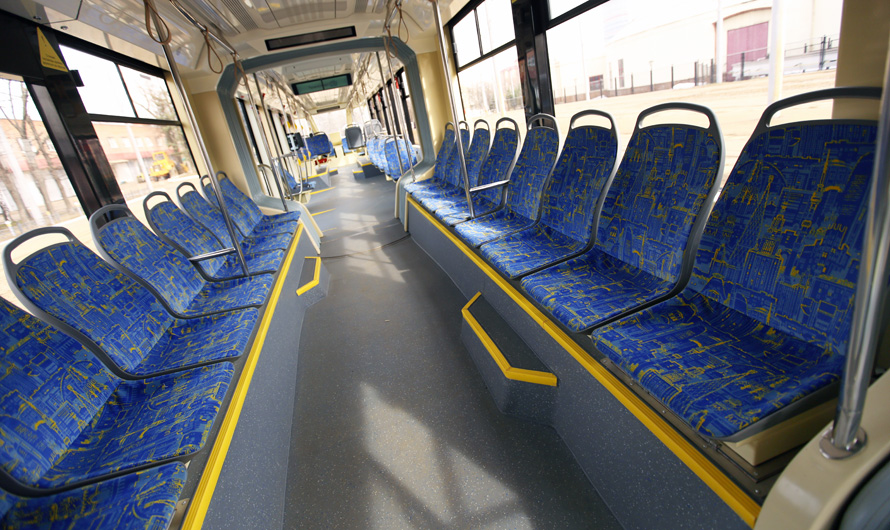
Салон средней секции трамвая «Витязь-М»
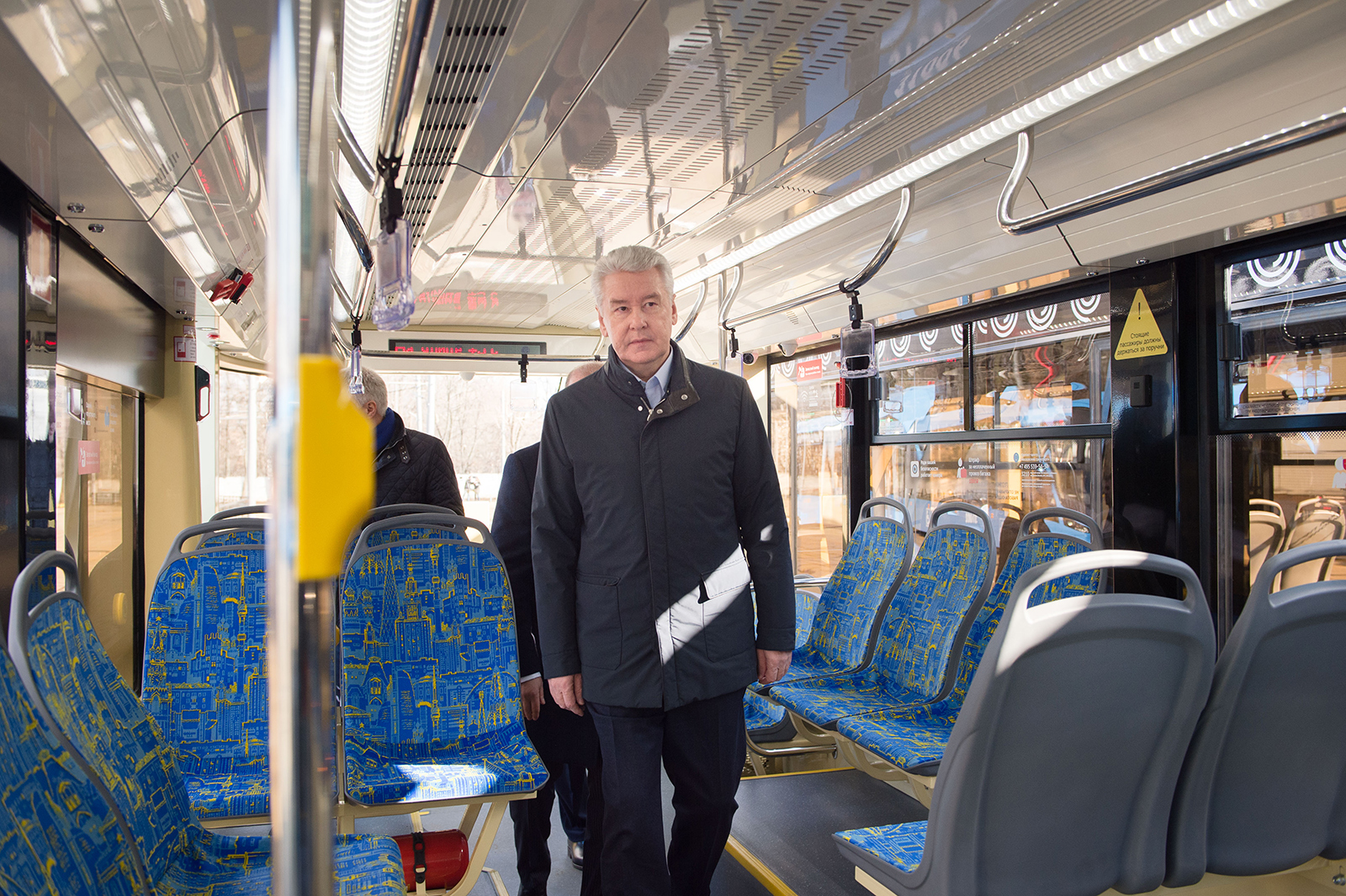
Салон задней секции трамвая «Витязь-М»
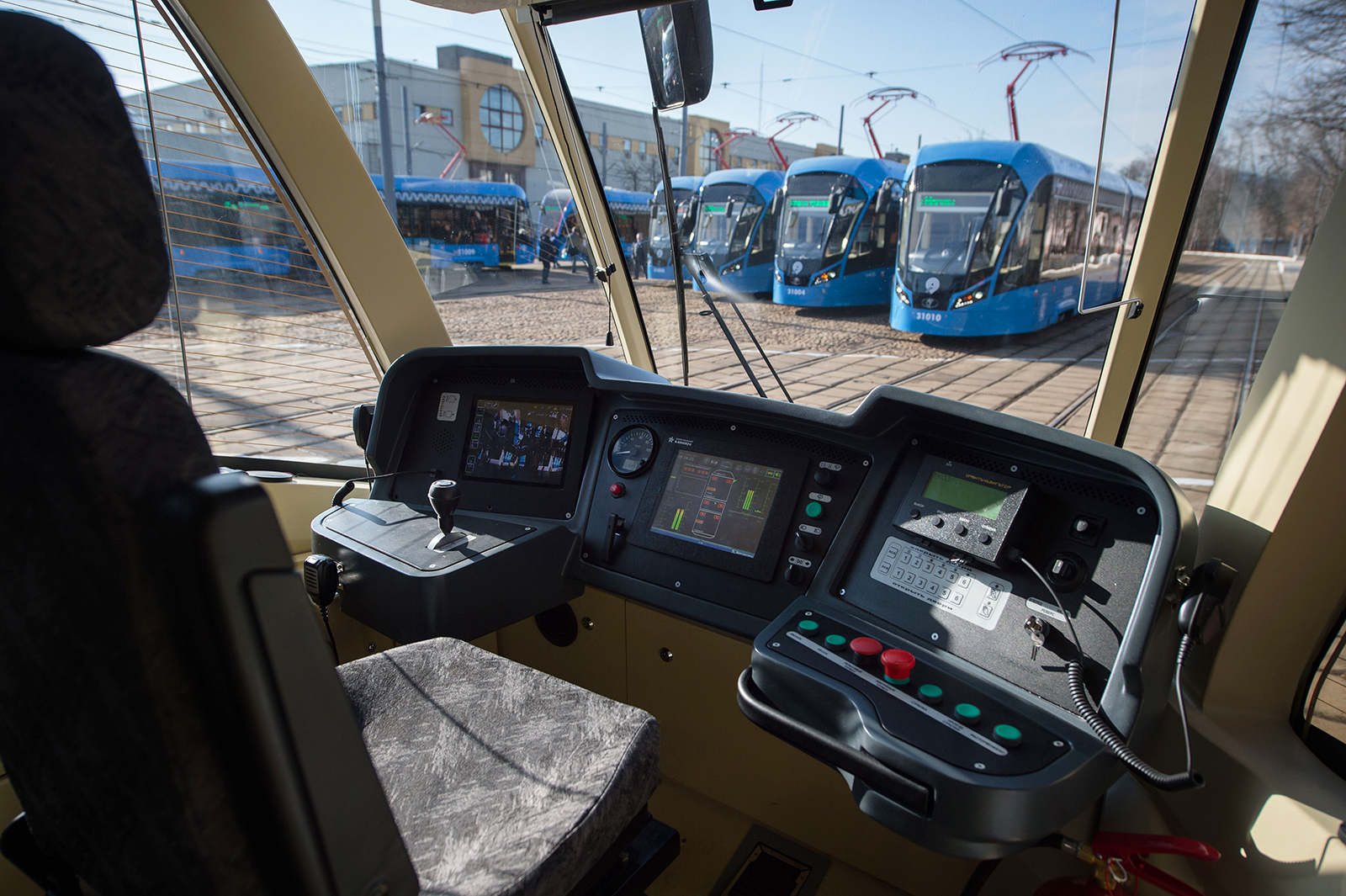
Кабина водителя трамвая «Витязь-М»
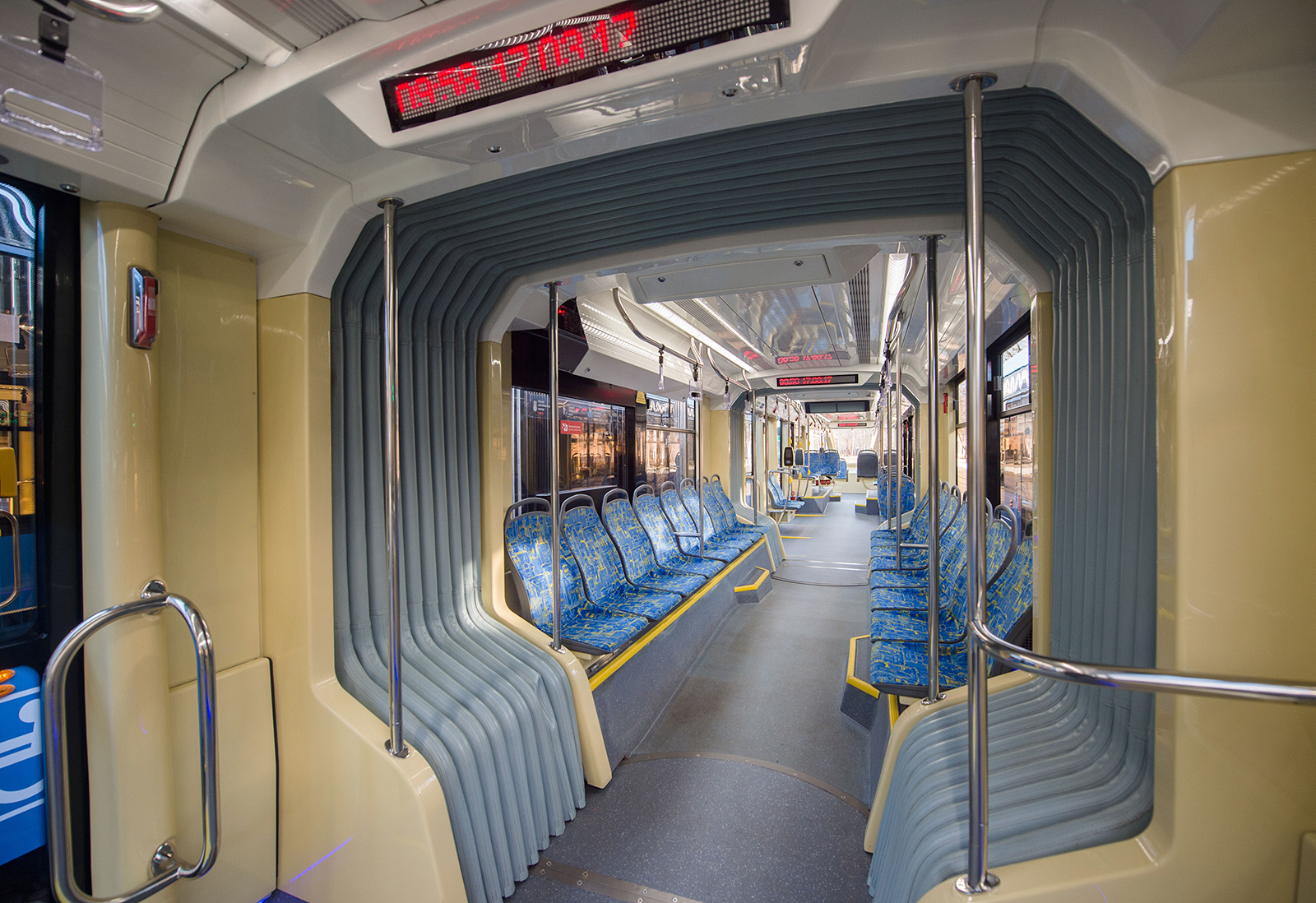
Межсекционный переход в салоне трамвая «Витязь-М»
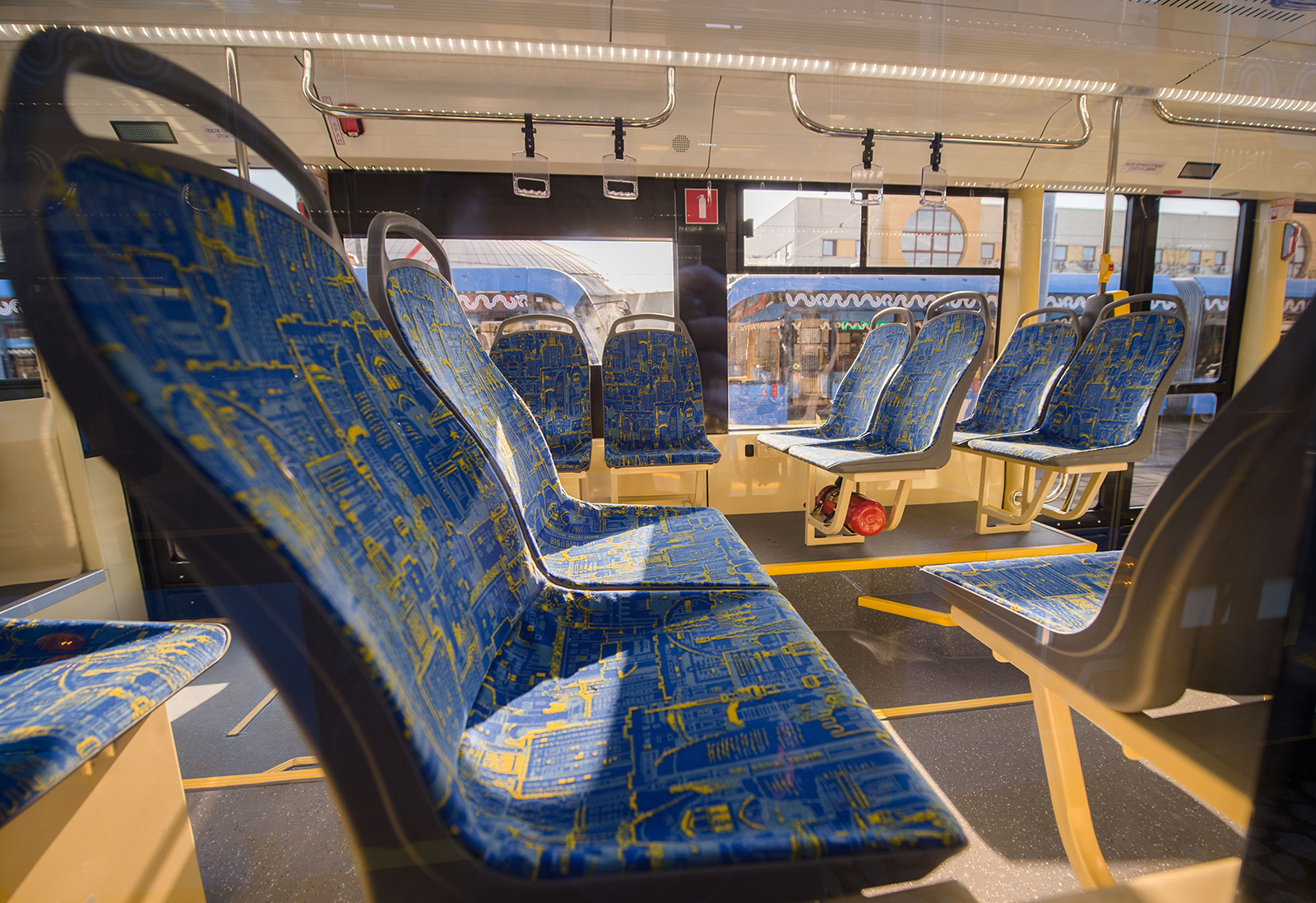
Сиденья в салоне трамвая «Витязь-М»

## Эксплуатирующие города
Данные по приписке трамваев семейства 71-931, 71-931М и 71-931АМ по городам и депо по состоянию на июнь  2024 года приведены в таблице:
| Город           | Депо / Парк                                                             | Количество | Количество | Количество | Количество | Заводские номера | Заводские номера                                                       | Заводские номера | Бортовые номера | Бортовые номера                                                              | Бортовые номера |
| Город           | Депо / Парк                                                             | Общее      | 71-931     | 71-931М    | 71-931АМ   | 71-931           | 71-931М                                                                | 71-931АМ         | 71-931          | 71-931М                                                                      | 71-931АМ        |
| Краснодар       | Восточное                                                               | 1          | 1          | —          | —          | 9                | —                                                                      | —                | 201             | —                                                                            | —               |
| Москва          | им. Баумана (№ 2)                                                       | 135        | —          | 135        | —          | —                | 001—116, 121—133, 183, 184, 191, 192, 221                              | —                | —               | 31001—31130, 31180, 31181, 31188, 31189, 31216                               | —               |
| Москва          | Краснопресненское (№ 3)                                                 | 74         | —          | 74         | —          | —                | 423—496                                                                | —                | —               | 31391—31464                                                                  | —               |
| Москва          | Октябрьское (№ 4)                                                       | 135        | —          | 135        | —          | —                | 134—182, 185—190, 193—210, 213—220, 222—227, 234—261, 393-402, 413-422 | —                | —               | 31131—31179, 31182—31187, 31190—31215, 31217—31250, 31361—31370, 31381—31390 | —               |
| Москва          | им. Русакова (№ 5)                                                      | 120        | —          | 120        | —          | —                | 262—301, 323—392, 403—412                                              | —                | —               | 31251—31360, 31371—31380                                                     | —               |
| Санкт-Петербург | Трамвайный парк № 7 (имени Володарского)                                | 24         | —          | 24         | —          | —                | 500—507, 509—513, 516—519, 542—548                                     | —                | —               | 7900—7904, 7906—7924                                                         | —               |
| Санкт-Петербург | Трамвайный парк № 8 (бывшее депо «Княжево», трампарк № 9 им. Котлякова) | 57         | —          | 55         | 2          | —                | 302—322, 497—499, 508, 514, 515, 520—541, 552—557                      | 1—2              | —               | 8908—8928, 8931—8939, 8970—8994                                              | 8929—8930       |
| Санкт-Петербург | Совмещённый трамвайно-троллейбусный парк (№ 10)                         | 21         | 10         | 11         | —          | 2—8, 10—12       | 117—119, 211, 212, 228—233                                             | —                | 0100—0109       | 0110—0120                                                                    | —               |
| Самара          | Городское трамвайное депо                                               | 3          | —          | 3          | —          | —                | 549-551                                                                | —                | —               | 970-972                                                                      | —               |

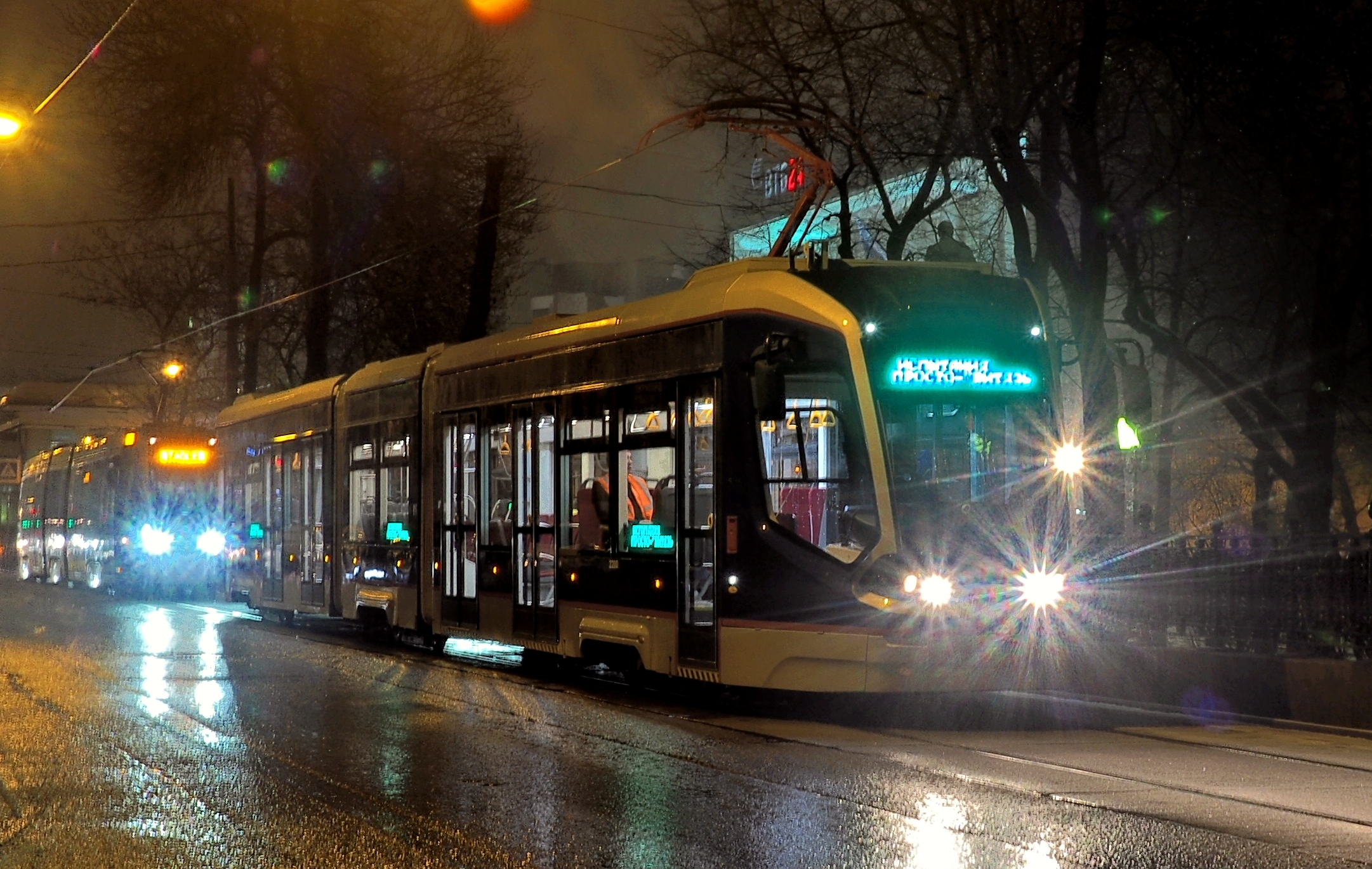
Трамвай 71-931  № 2200 в Москве
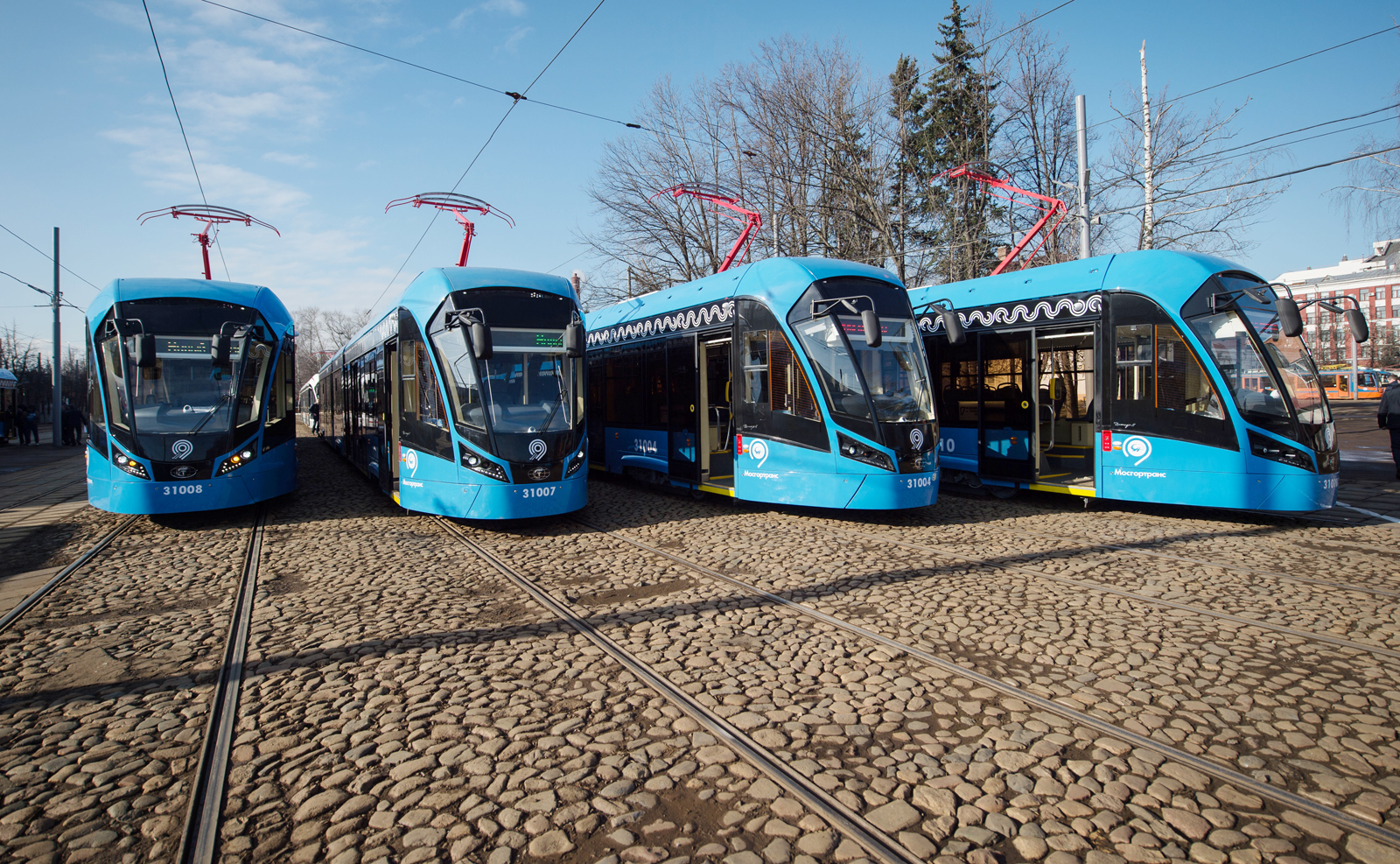
Трамваи 71-931М  в Москве
- Трамвай 71-931  № 201 в Краснодаре

### Официальные сайты
- Трамвай 71-931 «Витязь». Официальный сайт. ООО «ПК Транспортные системы». Дата обращения: 21 января 2017. Архивировано 28 февраля 2017 года.
- Трамвай 71-931М «Витязь-М». Официальный сайт. ООО «ПК Транспортные системы». Дата обращения: 21 января 2017. Архивировано 21 ноября 2016 года.
- Первый в России алюминиевый трамвай 71-931АМ «Витязь-Ленинград» получил сертификат на серийное производство. ООО «ПК Транспортные системы». Дата обращения: 5 октября 2021. Архивировано 5 октября 2021 года.

### Фотогалереи и базы приписки
- 71-931 «Витязь» — Список подвижного состава. (фотогалерея и приписка). TransPhoto. Дата обращения: 21 января 2017. Архивировано 30 января 2017 года.
- 71-931М «Витязь-М» — Список подвижного состава. (фотогалерея и приписка). TransPhoto. Дата обращения: 21 января 2017. Архивировано 31 января 2017 года.
- 71-931АМ «Витязь-Ленинград» — Список подвижного состава. (фотогалерея и приписка). TransPhoto. Дата обращения: 27 апреля 2021.